# Lydia Winkel
Lydia E. Winkel eigentlich Lida Enny Cohen (geboren 4. Mai 1913 in Den Haag; gestorben 12. April 1964 in Guignes) war eine niederländische Journalistin und im niederländischen Widerstand gegen die deutschen Besatzung der Niederlande im Zweiten Weltkrieg aktiv.

## Leben
Lida Enny Cohen wurde am 4. Mai 1913 in Den Haag als Tochter des Abgeordneten Arnoldus Maurits Cohen (1891–1943) und Anna Winkel (1890–1977) geboren. Ihr Bruder Andries Meijer wurde in Semarang Niederländisch-Indien geboren, wo ihre Familie eine Zeit lebte. Nachdem die Familie in die Niederlande zurückgekehrt war, ließen sich ihre Eltern 1931 scheiden. Lida Enny Cohen lebte danach mit ihrer Mutter in Den Haag. Sie besuchte das Haagsche Lyceum und arbeitete in den letzten Jahren vor dem Zweiten Weltkrieg im Giroamt in Den Haag.
Sie nahm, als Jüdin während der Besetzung der Niederlande den Nachnamen ihrer Mutter an, ihren Vornamen hatte sie bereits zuvor in Lydia geändert. In den Jahren 1941–1942 engagierte sich Lydia Winkel für die illegale Zeitung Vrij Nederland. Während der Besatzungszeit lernte sie Jan Posthumus kennen, mit dem sie einige Zeit verlobt war. Er besorgte ihr einen gefälschten Personalausweis auf den Namen Winkel, mit dem sie den Krieg überlebte. Posthumus war der Sohn des sozioökonomischen Historikers Nicolaas Wilhelmus Posthumus, der bereits während der Kriegsjahre zusammen mit anderen am Aufbau des Nationalen Instituts für Kriegsdokumentation (RIOD) beteiligt war.
Lydia Winkel und Jan Posthumus sammelten in Absprache mit seinem Vater ab 1943 allerlei Dokumentationsmaterial über die Besatzungszeit, vor allem illegale Zeitschriften und Flugblätter. Sie half auch dabei Menschen zu verstecken. Dabei ging sie ein großes Risiko als Jüdin ein. Ihre Mutter war mit ihrem neuen Mann nach Südfrankreich ausgewandert, während ihr Vater und seine zweite Frau Nelly Frank im Mai 1943 im Vernichtungslager Sobibor getötet wurden. Winkel sprach nach dem Krieg nie über diesen Verlust.
Sie bekamen beim Leidener Verlag N.V. Brill einen Raum auf dem Dachboden, um ihre wachsende Sammlung illegalen Materials sicher unterzubringen. Nach der Befreiung im Jahr 1945 war es ihrem Einsatz zu verdanken, dass die wichtigsten landesweiten illegalen Zeitungen gut organisiert und herausgegeben wurden. Die illegale Sammlung wurde zum Nationalen Institut für Kriegsdokumentation gebracht, das am 8. Mai 1945 gegründet wurde.

### Nationales Institut für Kriegsdokumentation

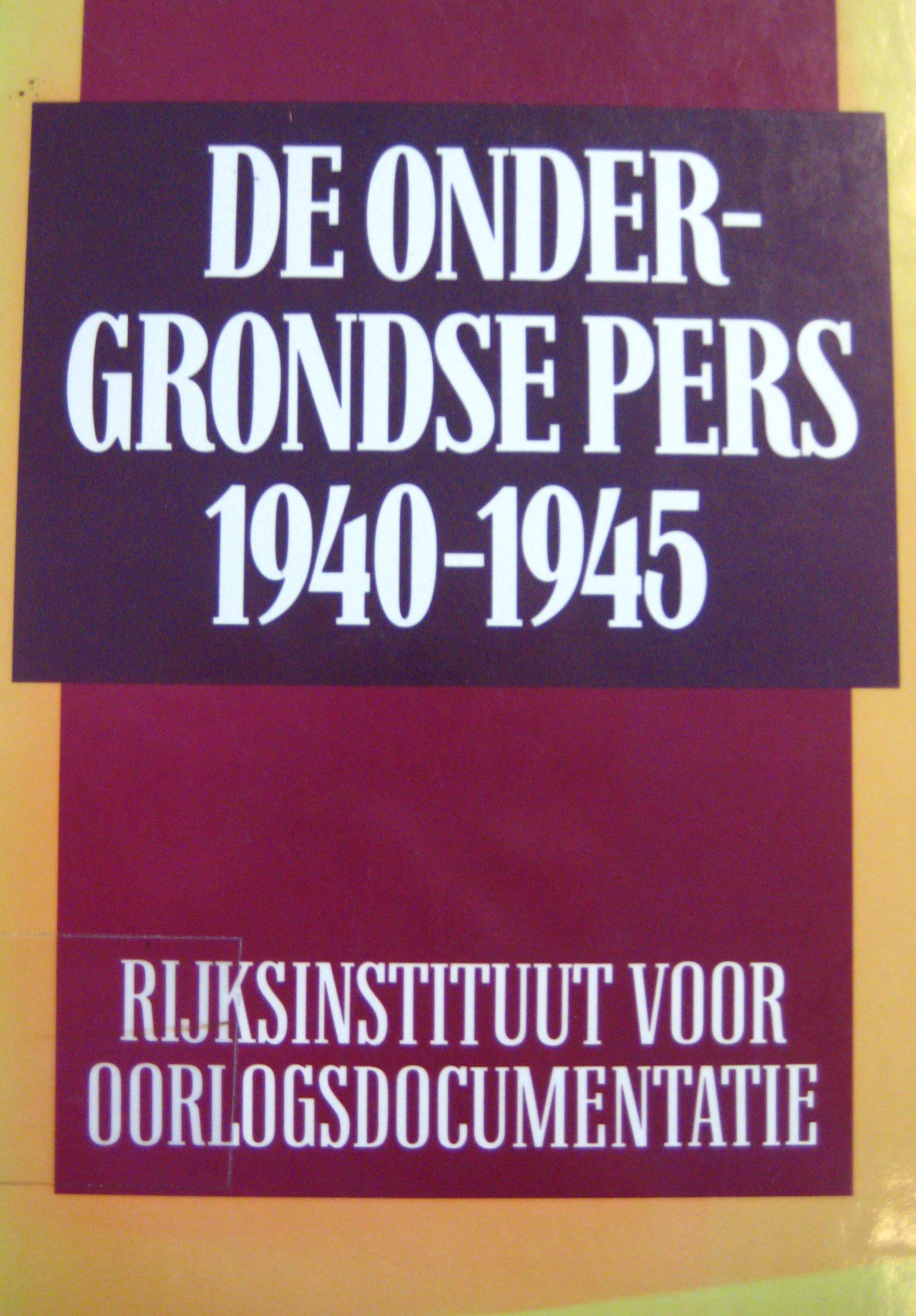
Cover von „De ondergrondse pers 1940-1945“

Im Nationalen Institut für Kriegsdokumentation wurde Lydia Winkel nach der Befreiung als erste Mitarbeiterin eingestellt. Ihre Verlobung mit Posthumus wurde aufgelöst. Sie leitete die Abteilung „Niederländische Kriegssammlung“, die sich um loses Material wie Plakate, Fotos, Filme, illegale Zeitschriften, Flugblätter, illegale Belletristik, Berichte und Broschüren kümmerte. Die Sammlung wuchs in den ersten Nachkriegsjahren rasch an. Sie umfasste im Jahr 1948 rund 1100 Berichte von Privatpersonen zu unterschiedlichsten Themen. Weitere Beiträge waren Papiertyposkipte aller Sendungen von Radio Oranje, Kisten voller Material illegaler Organisationen und sechstausend Plakate. Dazu kamen hunderttausend Fotografien aus der Besatzungszeit, sie sie erhielt und bearbeitete. Eine Auswahl davon, mit Gedichten, unter anderem von  Jan Campert und Leo Vroman, veröffentlichte sie 1960 in „Toen ... 1940 - 1945“. Ihre Abteilung verwaltete auch die Filmsammlung des Instituts.
Auch über ihr Institut hinaus wurde ihre Expertise geschätzt. So hatte sie 1954 eine Beraterfunktion im amerikanischen Kriegsfilm „The True and the Brave“, der in Limburg gedreht wurde, inne. Zwei Jahre später hielt sie drei Radiovorträge über ihre Arbeit beim Nationalen Institut für Kriegsdokumentation und 1958 geriet sie im nationalen Fernsehprogramm anlässlich der Befreiung in einen Streit mit dem Journalisten Jan Goderie darüber, ob die deutsche Kapitulation am 5. oder am 6. Mai unterzeichnet worden sei. Laut Augenzeuge Goderie war es der 6. Mai, laut Winkel, die sich auf offizielle Dokumente berief, war es jedoch einen Tag früher.
Mit der illegalen Presse kannte sich Lydia Winkel bestens aus. Ihre Sammlung illegaler Zeitschriften und Broschüren, die sie während der Besatzungszeit bei Posthumus aufgebaut hatte, wurde im Institut zu einer eindrucksvollen Sammlung ausgebaut. Sie hat alle Ausgaben von fast 1200 Titeln niederländischer illegaler Zeitschriften aufgespürt. Darüber hinaus sammelte sie durch ausführliche Korrespondenz mit den Herstellern und Vertreibern möglichst viele Fakten zu jeder Undergrundveröffentlichung. Aus diesem Material entstand die Monographie „De Ondergrondse Pers 1940–1945“, welches 1952 erschien und das sich zu einem Standardwerk mit mehreren Auflagen entwickelte.
Ihre Tätigkeit für das Nationale Institut für Kriegsdokumentation beendete Lydia Winkel 1959. Zu dem Zeitpunkt wurde ihre Expertise nicht mehr benötigt. Sie erlange danach als Kochjournalistin große Bekanntheit. Dabei verfasste sie eine wöchentliche Kochkolumne für die Frauenseite von Het Parool und übersetzte Kochbücher aus dem Französischen. Sie schrieb auch Kochbücher mit unkonventionellen Zutaten wie Knoblauch und Olivenöl. Posthum wurde ein Kochbuch für die Agentur für Lebensmittelinformationen veröffentlicht. Dabei berücksichtigte sie in ihren Kochbüchern ausdrücklich die Bedürfnisse berufstätiger Frauen.
Unerwartet starb Lydia Winkel am 12. April 1964 bei einem Autounfall in der Nähe der französischen Stadt Guignes in der Region Île-de-France. Sie hatte gerade ihren Führerschein gemacht und war in einem Kleinwagen auf dem Weg zu einer internationalen Kochkonferenz nach Lissabon. Lydia Winkel wurde auf dem kommunalen Friedhof in Guignes beerdigt.

### Ehrungen
Lydia Winkel wurde in das Buch 101 Vrouwen en de oorlog der Historikerin und Schriftstellerin Els Kloek mit 101 Biografien von Frauen, die im Zweiten Weltkrieg im Kontext der niederländischen Geschichte eine Rolle spielten aufgenommen.